# Беляев, Иван Степанович
Ива́н Степа́нович Беля́ев (21 ноября 1907, д. Воробьево, Тверская губерния — 22 марта 1967 года, Сортавала, Карельская АССР) — советский государственный деятель, Председатель Совета Министров Карельской АССР (1956—1967).

## Биография
Родился в крестьянской семье, карел. Окончил школу в Лихославле.
Учился в Тверском учительском институте, по окончании которого в 1930 году направлен учителем русского языка в Петрозаводск.
С 1934 по 1944 годы работает заведующим учебной частью Петрозаводского педагогического училища № 1, начальником Петрозаводского управления школьного образования, заместителем наркома просвещения Карело-Финской ССР. В 1942 году присвоено звание «Заслуженный учитель школы Карело-Финской ССР».
С 1944 по 1951 год — нарком, затем министр просвещения Карело-Финской ССР. В 1949 году защитил диссертацию на соискание звания кандидата педагогических наук по теме «Преподавание русского языка в национальных школах». Под руководством И. С. Беляева разработаны и изданы учебники русского языка для национальных школ, разработаны методики преподавания русского языка в национальных школах республики.
В 1951 году назначен заместителем Председателя Совета Министров Карело-Финской ССР, затем министром иностранных дел Карело-Финской ССР.
С 1956 по 1967 год — Председатель Совета Министров Карельской АССР.
Избирался делегатом XXI, XXII, XXIII съездов КПСС. Депутат (от Карело-Финской ССР, Карельской АССР) Совета национальностей Верховного Совета СССР II (1946—1950), IV (1954—1958) и V (1958—1962) созывов; депутат (от Карельской АССР) Совета Союза Верховного Совета СССР VI (1962—1966) и VII (с 1966) созывов; депутат Верховного Совета Карело-Финской ССР и Верховного Совета Карельской АССР.
Умер скоропостижно 22 марта 1967 года, находясь в служебной командировке в г. Сортавала. Похоронен на Сулажгорском кладбище Петрозаводска.